# دهستان قیلاب
دهستان قیلاب نام دهستانی در بخش الوار گرمسیری شهرستان اندیمشک، استان خوزستان در ایران است. براساس سرشماری مرکز آمار ایران در سال ۱۳۹۵، جمعیت ۵۳۵۷ نفر بوده‌است و ساکنان آن از ایل بالاگریوه هستند.